# Santa Creu de la Pedra
Santa Creu de la Pedra o Santa Creu dels Joncarets és una capella de la Coma i la Pedra (Solsonès) inclosa a l'Inventari del Patrimoni Arquitectònic de Catalunya.

## Situació
La capella es troba al sector central-est del terme municipal, al vessant de ponent de la serra de Pratformiu. S'alça al coll de Santa Creu, entre el curs mitjà del Mosoll al nord i la capçalera del riuet de la Pedra al sud.
S'hi va des de la carretera LV-4012 (de Sant Llorenç de Morunys a Tuixén). Al punt quilomètric 4,2 (42° 09′ 55″ N, 1° 35′ 46″ E / 42.165364°N,1.596101°E) es pren el desviament indicat a "La Pedra". Al cap de 600 metres es gira a l'esquerra i es pren la carretera asfaltada que puja a les Valls de la Pedra, a l'alt Mosoll. Als 2,6 km. es passa la masia de ca l'Argelaguer i als 3,8 s'arriba al coll, un indret espectacular. La capella es veu al nord, al peu del turó de Santa Creu.

## Descripció

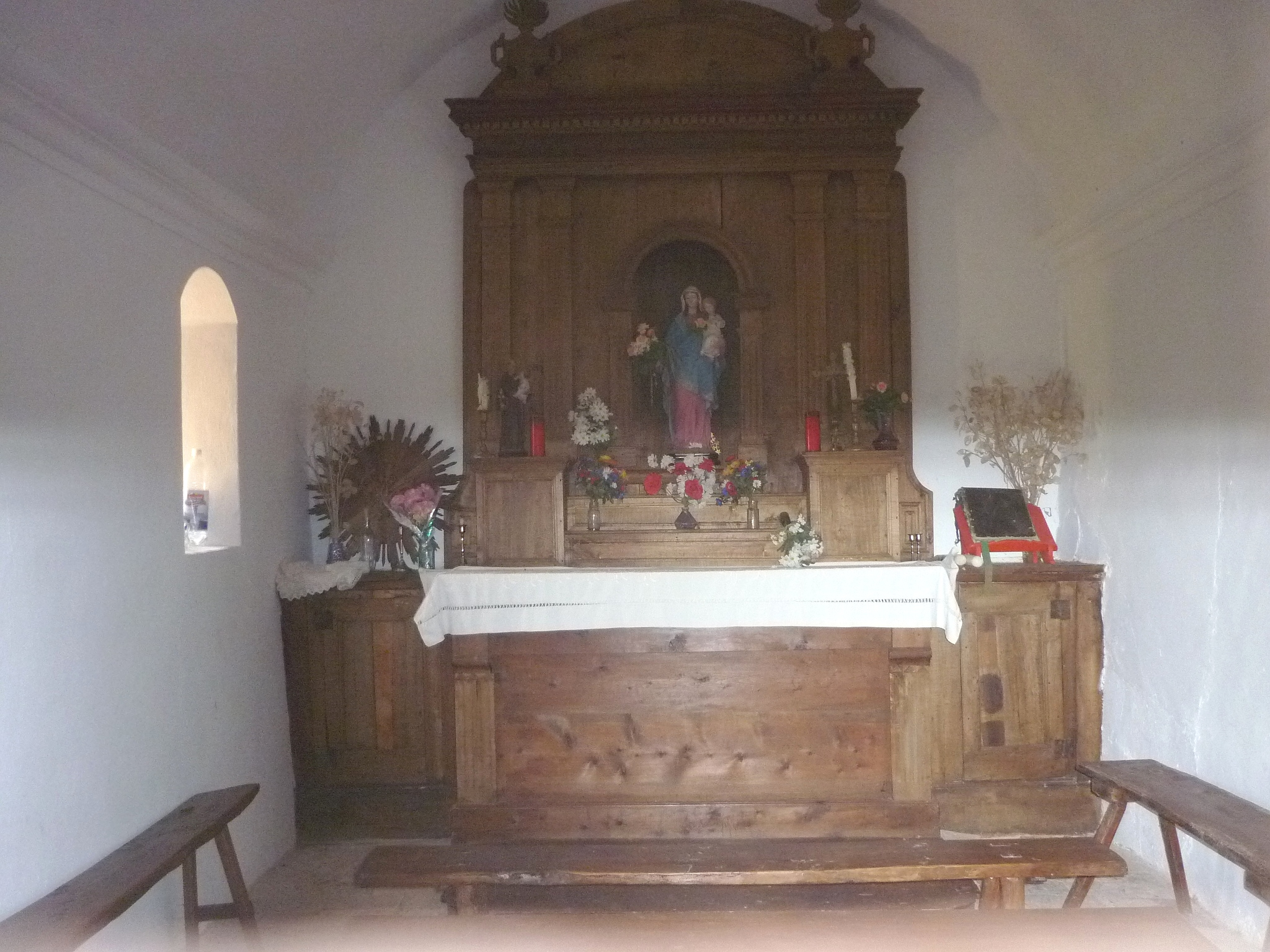
Interior

Construcció religiosa. Petita església rural d'una sola nau i sense absis, coberta a doble vessant i amb la porta de mig punt orientada a llevant.
L'església té un aparell molt simple, construïda amb les pedres dels marges dels camps i les vinyes veïnes.

## Història
L'església de la Santa Creu de l'Argelaguer és una construcció de principis del segle xx, concretament de l'any 1901. Es va construir a prop d'una altra església, actualment totalment perduda, advocada a Sant Julià (no en resta ni una sola paret).
Aquesta zona de l'Argelaguer pertanyia amb les seves importants vinyes, al monestir de Sant Llorenç de Morunys. De les antigues i prestigioses vinyes que tenia el monestir en aquest lloc, ja no es conserva res.